# Işıl Dayoğlu
Işıl Dayoğlu (Istanbul, 22 dicembre 1963) è un'attrice turca, nota per aver interpretato il ruolo di Reyhan Turhan nella serie Brave and Beautiful (Cesur ve Güzel).

## Biografia
Işıl Dayoğlu è nata il 22 dicembre 1963 a Istanbul (Turchia), fin da piccola ha mostrato un'inclinazione per la recitazione.

## Carriera
Işıl Dayoğlu si è laureata presso il Dipartimento di Teatro del Conservatorio dell'Università Mimar Sinan. Dal 2004 al 2006 ha fatto la sua prima apparizione come attrice con il ruolo di Süheyla nella serie Aliye. Nel 2008 ha ricoperto il ruolo di Betül Ergun nella serie Kavak Yelleri. Nel 2010 ha interpretato il ruolo di Sitare nella serie Ask ve ceza.
Nel 2015 ha interpretato il ruolo di Münevver nella serie Tatli Küçük Yalancilar. Nel 206 e nel 2017 è stata scelta per interpretare il ruolo di Reyhan Turhan nella serie Brave and Beautiful (Cesur ve Güzel) e dove ha recitato insieme ad attori come Kıvanç Tatlıtuğ e Tuba Büyüküstün. Nel 2019 ha interpretato il ruolo di Tülin nella serie Yasak Elma. Nel 2019 e nel 2020 è entrata a far parte del cast della serie Guvercin, nel ruolo di Mesude.

## Filmografia

### Televisione
- Aliye – serie TV (2004-2006)
- Kavak Yelleri – serie TV (2008)
- Ask ve ceza – serie TV (2010)
- Tatli Küçük Yalancilar – serie TV (2015)
- Brave and Beautiful (Cesur ve Güzel) – serial TV, 32 episodi (2016-2017)
- Yasak Elma – serie TV (2019)
- Guvercin – serie TV (2019-2020)

## Doppiatrici italiane
Nelle versioni in italiano dei suoi film e delle sue serie TV, Işıl Dayoğlu è stata doppiata da:
- Tiziana Bagatella[19] in Brave and Beautiful[20]